# Daniel Baaden

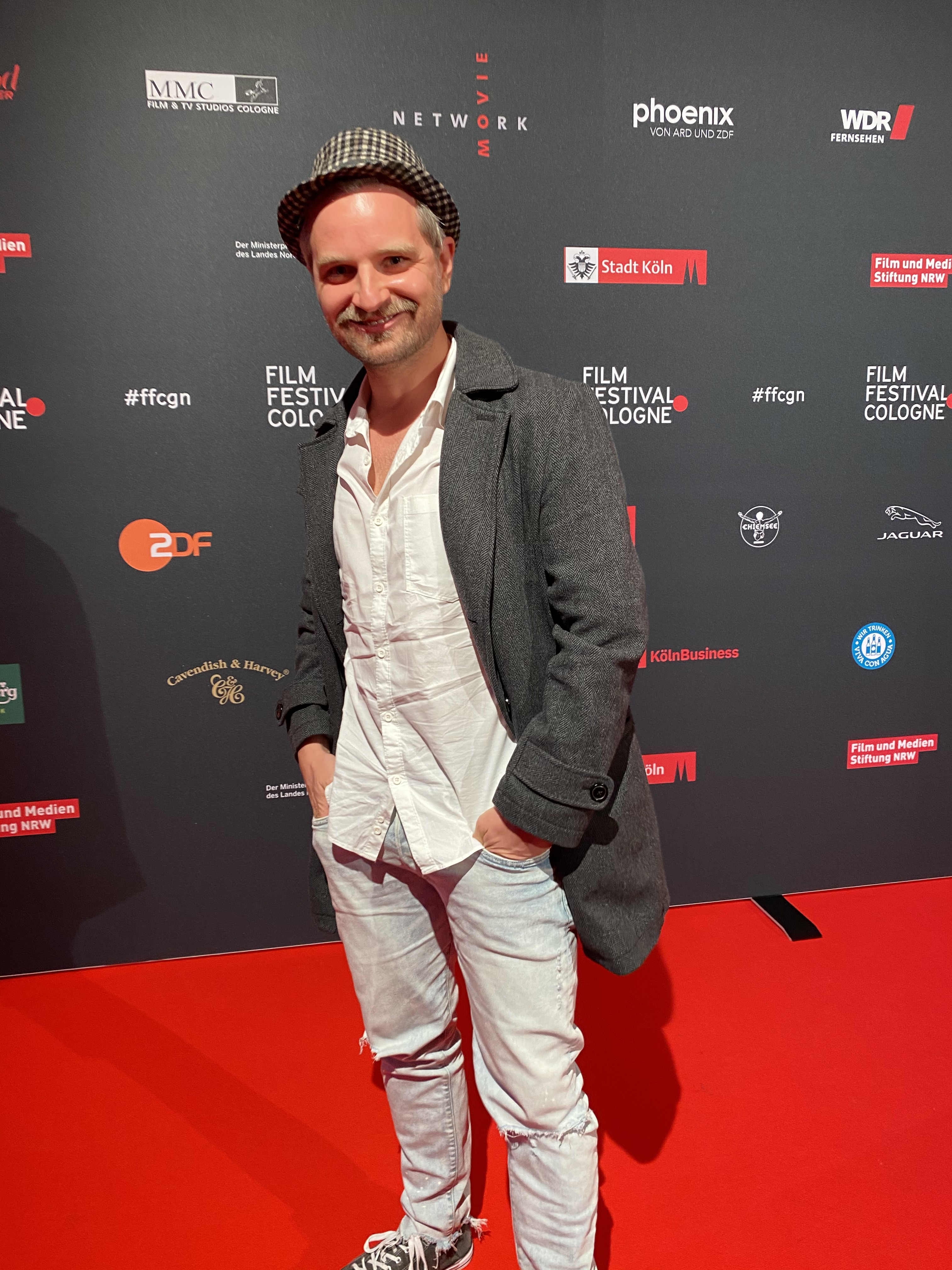
Daniel Baaden auf dem Filmfestival Cologne im Oktober 2020

Daniel Baaden ist ein deutscher Schauspieler.

## Werdegang
Daniel Baaden absolvierte seine Schauspielausbildung auf der privaten und staatlich anerkannten Schauspielschule Siegburg bei Köln und beendete diese im Jahr 2016 mit dem Abschluss der Bühnenreife.
Vor seiner Schauspielausbildung studierte er auf der staatlichen Frankfurt University of Applied Sciences in Frankfurt am Main Pädagogik in den Studienfächern Medien-, Theater-, Sozial- und Kulturarbeit und beendete dieses Studium 2008 mit einem Diplom.
Seit seiner Jugend engagiert sich Daniel Baaden für zahlreiche soziale Projekte bei caritativen Verbänden, u. a. für den Caritasverband für die Stadt Köln in beratender Funktion.
Er ist Unterstützer der medienpolitischen Initiativen Changemakers, Queer Media Society sowie #ActOut.
Daniel Baaden lebt in seiner Wahlheimat Köln.

## Schauspielerische Tätigkeiten
Bereits während seiner Schauspielausbildung wirkte Daniel Baaden in unterschiedlichen Schauspielproduktionen mit; u. a. stand er im Theater Studiobühne Siegburg in der Boulevardkomödie Love Jogging und in dem Klassiker Antigone auf der Bühne. Darüber hinaus wurde er in zahlreichen Nebenrollen bei Fernsehproduktionen wiederholt besetzt, u. a. in der RTL-Serie Alles was zählt, der ZDF-Serie Kommissar Stolberg und der Das-Erste-Serie Verbotene Liebe. Bei Hochschulfilmproduktionen unterstützte er Studierende u. a. von der Hochschule Düsseldorf, der WAM-Medienakademie, der Bauhaus-Universität Weimar.
Seit seinem Abschluss auf der Schauspielschule ist Daniel Baaden in unterschiedlichen Schauspielsparten aktiv. Zahlreiche (Episoden-)Rollen in Fernsehserien, -reihen und -filmen spielte er u. a. in der RTL-Serie Der Lehrer, im ZDF-Film Unbestechlich, in der Sat.1-Serie Die Landarztpraxis, in der ZDF-Reihe Aktenzeichen XY gelöst in der RTL-Serie Unter Uns, in der ZDF-Serie Merz gegen Merz, in der ZDF-Sendung Heute-Show. Eine durchgehende Serienhauptrolle verkörperte Daniel Baaden in der RTL2-Serie Waidendorf. An Theatern spielte er Rollen diverser Genres u. a. am Theater Kleines Theater Bad Godesberg in Bonn, am Theater Komödie Kassel in Kassel, am Stratmanns Theater Europahaus in Essen, am Theater Spessartgrotte in Gemünden. Für diverse Commercial- und Imagekampagnen u. a. Carglas, Verti Versicherung, Globus, Knaus Tabbert, Raab Karcher, DATEV stand Daniel Baaden vor der Kamera. In mehreren Kurzfilmen u. a. Wie am Schnürchen sowie Beauty Queen war er auf unterschiedlichen Filmfestivals zu sehen. In Hörspielen war Daniel Baaden u. a. in Der kleine Prinz sowie u. a. in den WDR-Serien Die andere Frida, Die Abenteuer des Ewald Heine der ARD-Audiothek zu hören.
In der Jury zur Vorauswahl für den Deutschen Schauspielpreis war Daniel Baaden wiederholt ehrenamtlich tätig. Er wird von der ZAV Künstlervermittlung in Köln vertreten. Daniel Baaden ist Mitglied im Bundesverband Schauspiel.